# Holocryptis erosides
Holocryptis erosides là một loài bướm đêm trong họ Noctuidae.